# La Belle Hélène
La Belle Hélène és una òpera en tres actes de Jacques Offenbach, amb llibret de Henri Meilhac i Ludovic Halévy. S'estrenà al Théâtre des Variétés de París el 17 de desembre de 1864, amb una recepció freda per part del públic i crítica.

## Composició[calcitació]
La societat entre Henri Meilhac i Ludovic Halévy va ser una de les més fructuoses de la història del teatre musical francès. A més de nombrosos llibrets per a Offenbach, se'ls hi deu el text de Carmen de Bizet (1875). Halévy va col·laborar amb Offenbach des dels primers temps del Bouffes, i la reunió de tots dos amb Henri Meilhac es remunta a 1863, quan en el Palais Royal va estrenar la comèdia en un acte Le brésilien. El compositor va escriure un rondó per a aquesta peça però va preferir quedar en l'anonimat, ja que considerava que la seva modesta col·laboració no era més que una "fotesa". Le brésilien va ser ben rebuda, els poetes van començar a consolidar la seva unió i Offenbach, a la recerca d'un èxit, els va encarregar l'escriptura del text d'una futura creació que en principi es diria La prise de Troie.
La idea va sorgir de la imaginació de Halévy. Per aquells temps Offenbach viatjava d'un costat a un altre i cada vegada que tocava París, retirava el material preparat pels seus col·laboradors i treballava al ritme esbojarrat de sempre. En la seva biografia del compositor, Alain Decaux ens explica una idea primerenca que no va prosperar, inspirada en el fet que en temps bèl·lics els anglesos enviaven als seus corresponsals a tot arreu. Obeint a això, a La prise de Troie Homer seria corresponsal del Times londinenc.
Durant una de les seves estades a París, Offenbach va assistir a la lectura de la primera versió del llibret, oferta a la sala del Variétés (Offenbach havia trencat amb el Bouffes). En el diari de Meilhac es fa esment a les riallades que van deixar anar els assistents durant alguns moments, com les escenes de la xarada o del joc de l'oca, on es satiritzava la corrupció del poder polític. Offenbach prestava atenció, revisava, escrivia, desfeia, demanava dels seus col·laboradors altres elements, i per al 15 agost 1864 ja estava acabat el primer acte de la comèdia que finalment s'anomenaria La Belle Hélène. Que s'esperava que fos un èxit major que el de Orphée aux enfers. Offenbach treballava ràpid, com sempre (s'afirmava que el cancan de l'esmentada va ser compost en una nit), encara que per aquesta ocasió hagués desitjat més temps, però els terminis eren curts.
Vençudes les contrarietats del calendari i un cop acabada la partitura, havia de superar un inconvenient gens menor i molt preocupant: encara no havien contractat a la protagonista. Pitjor encara: ni tan sols l'havien emparaulat i l'estrena estava prevista per al 17 de desembre d'aquell any. Els autors coincidien que l'única diva que podia donar vida a la bella Hélène, era Hortense Schneider.
La Snéder va passar a la història com el model de la cantant donada al luxe, de fort temperament i capritxosa, i entre els hàbits no quedava exclosa la rivalitat amb algunes col·legues fins al límit del ridícul. Però, a més de ser bonica, era una gran artista que va estar en el centre de més d'un èxit offenbachià, i La Belle Hélène seria la seva consagració. Quan Offenbach i Halévy s'hi adreçaren per oferir-li el paper protagonista de la nova comèdia, ja havia pres la decisió de retirar-se dels escenaris i abandonar París. Problemes personals, sumats a una crisi financera que la va obligar a vendre la seva col·lecció de joies, i la baralla amb el Palais Royal -l'administrador es va negar a augmentar els seus honoraris-, li van fer prendre aquesta decisió dràstica. Al principi la Schneider es va resistir a la idea, però el fet d'actuar en el Variété, i no al Palais Royal on va ser tan menyspreada, més un bon acord econòmic, van segellar el pacte.
Una vegada cobert el lloc de la protagonista es va començar a assajar i, fidel al seu costum, Offenbach també es va ocupar de l'aspecte escènic. Al Variété no podia disposar dels diners al seu sencer plaer, com feia en el Bouffes, i es va enfurismar per no comptar amb més de vint instrumentistes al fossat. Cogniard i Noriac, els empresaris de la nova sala, cuidaven fins a l'últim cèntim.
Mentre avançaven els assajos, va córrer la veu que la música era molt divertida i es va fer pública la notícia de la contractació d'Hortense Schneider. També es va contractar a una altra coneguda artista per assumir el personatge de Oreste, Léa Silly. D'aquesta es recordaven els seus passejos pels carrers parisencs, vestida d'home i amb monocle. Va estar barrejada en un escàndol (un empresari havia aparegut mort) i no va trigar a rivalitzar amb la Schneider. A tall d'exemple: va tenir la idea (provocació!) de ballar un cancan al primer acte mentre la protagonista estava en escena, però com que la Schneider es va oposar amb vehemència per considerar que això era ofensiu, va haver desistir.
Les coses marxaven però no tots es mostraven optimistes. Malgrat els comentaris, Cogniard, que travessava un moment difícil, pensava que La Belle Hélène no despertaria massa interès i que no passaria d'unes poques representacions; estalviava en despeses tot el que podia, per més que de la porta cap a fora fos aparentment el contrari. A mesura que s'assajava s'introduïen nous canvis i la partitura cada vegada s'apropava més a la seva forma definitiva, fins que la censura va trucar a la porta. El Segon Imperi era fortament catòlic, i la presència sobre l'escenari del Gran Augur Calchas ofendria al clergat. Calia suprimir aquest personatge, el que equivalia més o menys a eliminar un terç de l'òpera. Gràcies a una amistat influent, el duc de Morny, el problema va ser superat.
El 14 de desembre va arribar l'assaig general i tot va funcionar molt bé, llevat que Dupuis, l'intèrpret de París, estava molt amargat pel seu baix rendiment. Amb la idea que, gràcies a ell, l'estrena podia ser una catàstrofe, va decidir renunciar al paper. Però això no era un inconvenient per a Offenbach, home amb anys de teatre en el seu haver: al llarg de la nit següent va compondre tres versions de l'ària del judici, i Dupuis només va haver de triar la que millor li quedava; superat l'inconvenient, només restava orquestrar la nova peça i esperar la nit de l'estrena.

## Sinopsi
Lloc: Esparta i les costes del mar.
Temps: Abans de la guerra de Troia.

### Acte 1
Paris, príncep de Troia, fill de Príam, arriba a Esparta amb una missiva de la deessa Venus per al summe sacerdot Calcant, encarregant-li que procuri a Paris l'amor de la reina Helena, amor que Venus li havia promès.
Paris es disfressa de pastor i guanya tres premis en un "concurs d'enginy" (jocs de paraules força ximples) amb els reis grecs sota la direcció d'Agamèmnon, on revela la seva identitat. Helena, que intentava posar seny després de la seva aventura juvenil, és conscient de la història de Paris, i decideix que el destí ha segellat el seu fat. El príncep troià és coronat vencedor per Helena, per disgust del pocavergonya d'Aquil·les i els incompetents Àiax. Paris és convidat a un banquet pel marit d'Helena, el rei Menelau d'Esparta. Paris ha subornat Calcant perquè "profetitzi" que Menelau ha de marxar immediatament cap a Creta, cosa que accepta de mala gana.

### Acte 2
Mentre els reis grecs es diverteixen al palau de Menelau en la seva absència, i Calcant és enxampat fent trampes en un joc de taula, Paris va a veure Helena a la nit. Després que ella es desfà del seu primer intent directe de seduir-la, Paris torna quan s'ha adormit. Helena havia pregat per somnis tranquil·litzadors i sembla creure que això n'és un, de manera que no s'hi resisteix gaire. Menelau torna inesperadament i troba els dos abraçats. Helena, exclamant "la fatalitat, la fatalitat", li diu que tot és culpa seva: un bon marit sap quan ha de venir i quan ha de quedar-se lluny. Paris intenta debades dissuadir-lo de muntar un escàndol. Quan tots els reis s'uneixen a l'escena, diuen a Paris que torni d'on venia; aquest marxa, comprometent-se a tornar i acabar la feina.

### Acte 3
Els reis i el seu seguici s'han traslladat a Nàuplia per passar-hi l'estiu, i Helena està disgustada i reivindicant la seva innocència. Venus ha reaccionat pel tracte que es va dispensar al seu protegit Paris fent que tota la població estigui frívola i amorosa, per a la desesperació dels reis. Un summe sacerdot de Venus arriba en un vaixell, explicant que ha de dur Helena a Citera, on aquesta ha de sacrificar 100 vedelles per les seves ofenses. Menelau li suplica que vagi amb el sacerdot, però ella s'hi nega, dient que és ell, i no ella, qui ha ofès la deessa. Però quan Helena s'adona que el sacerdot és Paris disfressat, puja a bord amb ell, i marxen junts.